# Willa inżyniera Karla Langera w Wiedniu
Willa inżyniera Karla Langera w Wiedniu – zabytkowa willa usytuowana w dzielnicy Hietzing w Wiedniu, pierwsze zrealizowane, samodzielne dzieło architekta Jože Plečnika.

## Historia
Willa wybudowana została w latach 1900–1901 dla inżyniera Karla Langera, którego Plečnik poznał w pracowni Ottona Wagnera. Plečnik rozpoczął prace nad projektem, w czasie gdy były już wykonane fundamenty willi, dlatego też nie miał wpływu na kształt rzutu budynku.

## Opis
Najbardziej charakterystycznym elementem jest fasada willi nawiązująca do secesji belgijskiej i francuskiej. Fasada "faluje" poczynając od najbardziej eksponowanego narożnika, przy którym umieszczony jest obły wykusz, dalej poprzez wypukłe, wykuszowe okna, kończąc na płaskiej części z prostokątnymi oknami. Cała fasada ozdobiona jest ceramicznymi różami umocowanymi w szarym tynku. Być może inspiracją dla dekoracji były dzieła Charlesa R. Mackintosha oraz meble artystów z Glasgow prezentowane wówczas na wystawie w Wiedniu. Nad oknami kuchennymi umieszczona jest wyrzeźbiona głowa gęsi. 
Secesyjne elementy we wnętrzu, takie jak wejście, balustrady schodów, dekoracje stiukowe nawiązują do secesji wiedeńskiej. W posadzce Plečnik zaprojektował wzór z kolorowego lastriko przedstawiający mech, co jest może nawiązaniem do czasów dziecięcych projektanta, kiedy to zbierał on mech, a potem tworzył z niego dekoracje.